# André Vlerick
Le baron André Vlerick (Courtrai, 11 septembre 1919 - Beernem, 3 décembre 1990) est un juriste, banquier et homme politique belge. Il a été ministre des Finances pour le Parti social chrétien flamand (CVP).

## Biographie
André Jozef Arthur (Dries) Vlerick, né à Courtrai, 11 septembre 1919 est issu de la bourgeoisie courtraisienne francophone. Il est le fils d'Alphonse Vlerick, fabricant de casquettes, et d'Afra Van Elstraete. En décembre 1945, il épouse Cécile Sap, fille de Gustave Sap, ministre des Finances.
Il fait ses études secondaires au Collège Saint-Amand de Courtrai. Il poursuit avec des études à l'Université catholique de Louvain (UCL) dont il obtient un diplôme de baccalauréat en philosophie thomique en 1941, de docteur en droit en 1942 et une licence en sciences politiques et sociales en 1943.
De 1943 à 1945, il est assistant de Gaston Eyskens, futur Premier ministre belge à l'Université catholique de Louvain. De 1945 à 1946, il étudie l'économie à l'Université de Cambridge.
Dans l'immédiate après-guerre, il est chargé, au sein de l'Administration belge de coopération économique, de la mise en place du plan Marshall en Belgique et au Luxembourg. De conseiller en 1948, il devient premier conseiller en 1949.
À partir de 1953, il enseigne l'économie à l'Université de Gand. Il s'engage également dans les institutions financières : en 1953, il est administrateur de la Kredietbank. Entre 1957 et 1982, il prend la direction de la société d'investissement Investco, une société qui deviendra sous sa direction un des plus gros fournisseurs de capital à risque aux entreprises flamandes. À partir de 1952, il est administrateur du Conseil socio-économique de la Flandre (VERV) et, à partir de 1957, administrateur du Vlaams Economisch Verbond, organisation patronale flamande. Il siège également dans d'autres conseils d'administration de sociétés financières et industrielles. 
À la suite de la décolonisation, il récupère les compétences des Belges de l'ancienne colonie et crée un institut de formation consacré à l'économie belge. Cet institut est devenu depuis lors la Vlerick business School, école de management.
En juin 1968, il occupe un premier poste ministériel à la demande de son précédent chef de stage Gaston Eyskens. Il est nommé secrétaire d'État à la Politique régionale dans le gouvernement Eyskens IV de juin 1968 à janvier 1972. En janvier 1972, il est promu ministre des Finances du gouvernement Gaston Eyskens V, portefeuille qu'il occupe jusqu'en janvier 1973.
De 1971 à 1977, il siège au sénat pour le CVP : de 1971 à 1974 comme sénateur de la province de Flandre orientale et de 1974 à 1977 comme sénateur coopté.
Par la suite, il a été critiqué pour avoir adopté des positions visant à soutenir le régime de l'Apartheid en Afrique du sud.

## Citations
- C’est le seul défaut dont je me corrige tous les jours un peu : sur son jeune âge alors qu'il occupait une position de direction durant le plan Marshall.
- La modestie est le seul défaut que je n’ai pas : sur son refus d'occuper un poste gouvernemental autre que ministre.

## Hommages
En 1985 il est anobli avec le titre de baron par le roi Baudouin Ier.